# Contatore intelligente

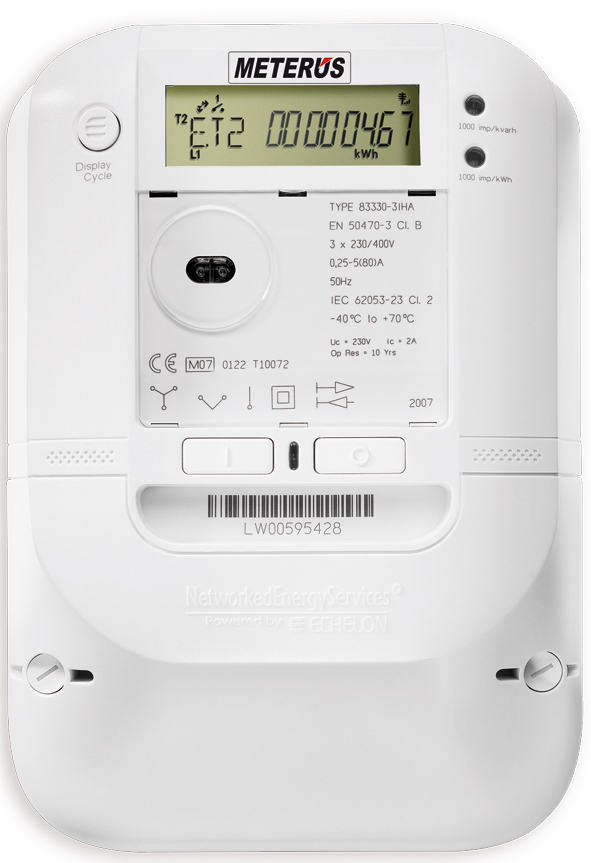
Esempio di un contatore intelligente (smart meter) basato sul protocollo Open smart grid (OSGP) in uso in Europa che ha la capacità di ridurre il carico, disconnettere-ricollegare da remoto e interfacciarsi ai contatori di gas e acqua.

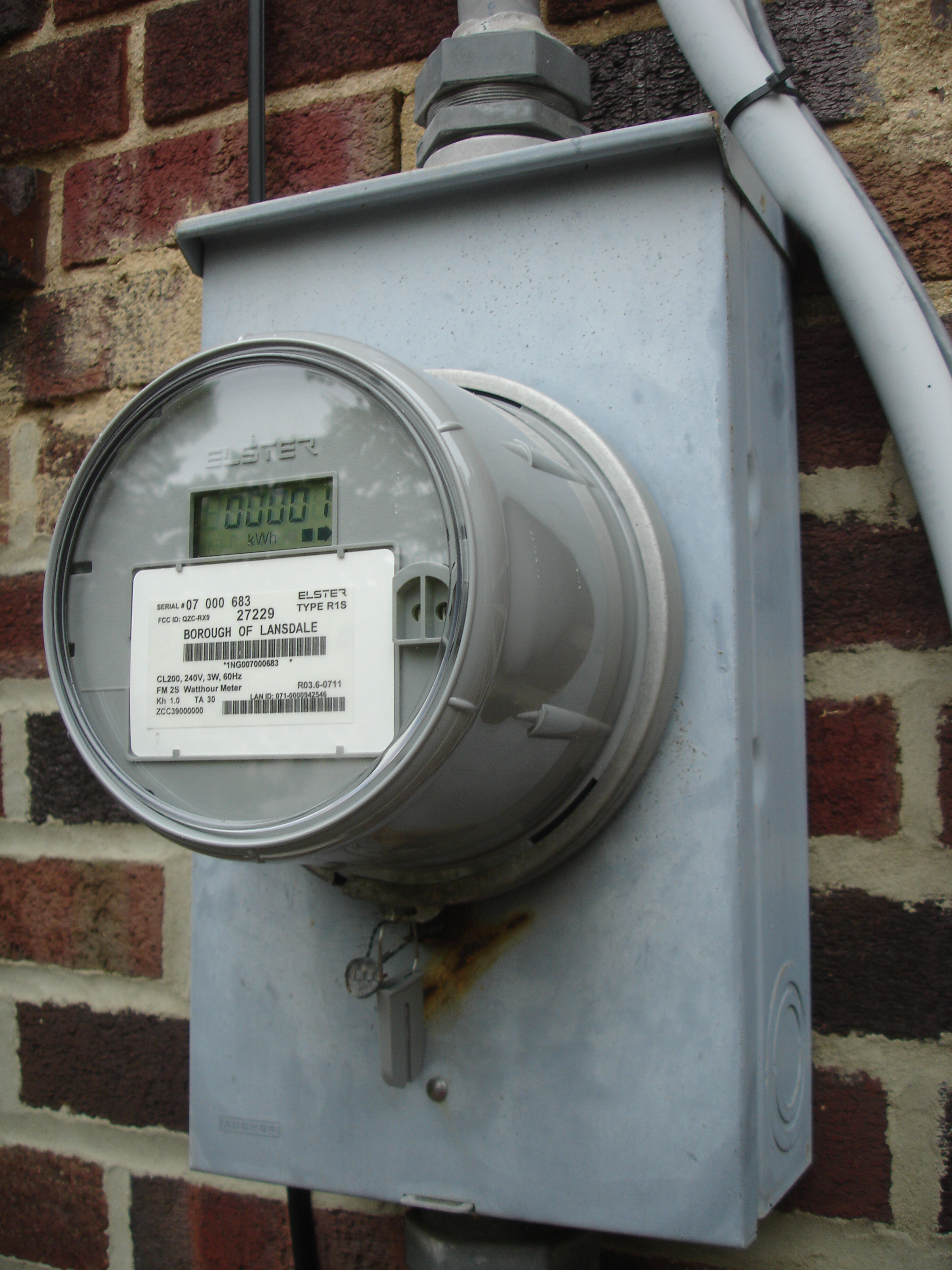
Il nuovo Elster REX contatore di elettricità digitale domestica americano retrofit con topologia di rete mesh a 900 MHz per la lettura automatica dei contatori e la misurazione del tempo di utilizzo "EnergyAxis".

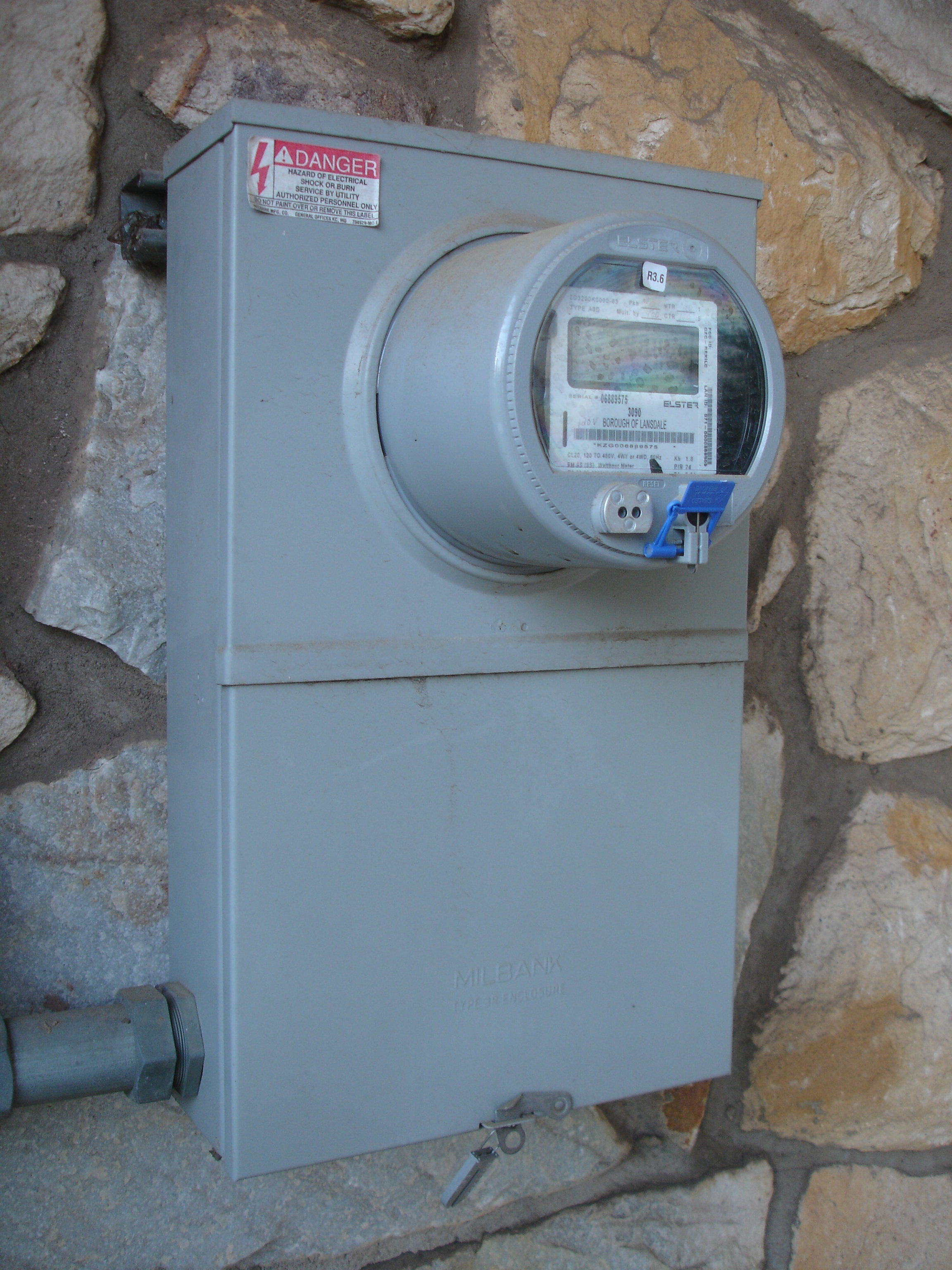
Ogni contatore intelligente connesso in rete mesh ha un hub come questo Elster A3 Tipo A30, che interfaccia i contatori intelligenti a 900 MHz al server di automazione della misurazione tramite rete fissa.

Un contatore intelligente (o smart meter) è un dispositivo elettronico, evoluzione del contatore elettrico, che registra il consumo di energia elettrica e comunica le informazioni al fornitore di energia elettrica per il monitoraggio dei consumi e la fatturazione. I contatori intelligenti in genere registrano i consumi di energia elettrica (ed eventualmente altri parametri) con cadenza come minimo oraria e trasmettono questi dati a un punto di raccolta centrale almeno ogni giorno. I contatori intelligenti consentono la comunicazione bidirezionale tra il contatore e il sistema centrale di raccolta dati. Un'infrastruttura di misurazione così avanzata (AMI) differisce dalla lettura automatica del contatore (AMR) in quanto consente la comunicazione bidirezionale tra il contatore e il fornitore. Le comunicazioni dal contatore al punto di raccolta dati possono essere wireless o tramite connessioni cablate a onde convogliate (PLC), che utilizzano come vettore la stessa linea di alimentazione elettrica. Le opzioni di comunicazione wireless di uso comune includono comunicazioni cellulari (che possono essere costose), Wi-Fi (prontamente disponibili), reti wireless ad hoc su Wi-Fi, reti mesh wireless, wireless a lungo raggio a bassa potenza (LoRa), ZigBee (bassa potenza, wireless a bassa velocità dati) e Wi-SUN (Smart Utility Networks).

## Panoramica
Il termine Smart Meter si riferisce spesso a un contatore elettrico, ma può anche indicare un dispositivo che misura il consumo di gas naturale o di acqua.
Misuratori simili, di solito indicati come misuratori di intervallo o di tempo di utilizzo, esistono da anni, ma gli "Smart Meter" di solito coinvolgono sensori in tempo reale o quasi in tempo reale, notifica di interruzione dell'alimentazione e monitoraggio della qualità dell'alimentazione. Queste funzionalità aggiuntive vanno oltre la semplice lettura automatica dei contatori (AMR). Sono simili per molti aspetti ai contatori dell'infrastruttura di misurazione avanzata (AMI). I misuratori di intervallo e tempo di utilizzo sono stati storicamente installati per misurare i clienti commerciali e industriali, ma possono non avere una lettura automatica.
Ricerche da parte del gruppo di consumatori del Regno Unito, hanno dimostrato che ben una persona su tre confonde i contatori intelligenti con i monitor di energia, noti anche come monitor per display domestici. L'introduzione di contatori intelligenti è considerata una strategia per il risparmio energetico. Mentre i fornitori di energia nel Regno Unito potrebbero risparmiare circa 300 milioni di sterline all'anno dalla loro introduzione, i benefici per gli utenti dell'elettricità dipendono dall'uso delle informazioni per modificare il loro modello di consumo energetico. Ad esempio, i contatori intelligenti possono facilitare l'utilizzo di tariffe più basse per gli orari non di punta e la vendita di energia elettrica alla rete con misurazione netta.
La base installata di contatori intelligenti in Europa alla fine del 2008 era di circa 39 milioni di unità, secondo la società di analisi Berg Insight. A livello globale, Pike Research ha scoperto che le spedizioni di contatori intelligenti erano 17,4 milioni di unità per il primo trimestre del 2011. Visiongain ha stabilito che il valore del mercato globale dei contatori intelligenti avrebbe raggiunto i 7 miliardi di dollari statunitensi nel 2012.
I contatori intelligenti possono far parte di una griglia intelligente, ma non costituiscono essi stessi una griglia intelligente.

## Storia
Nel 1972, un ingegnere Siciliano, mentre lavorava con Boeing a Caltanissetta (Italia), sviluppò un sistema di monitoraggio dei sensori che utilizzava la trasmissione digitale per i sistemi di sicurezza, antincendio e di allarme medico, nonché con capacità di lettura dei contatori. Inoltre inventò anche la rateizzazione. Questa tecnologia era un derivato del sistema di identificazione automatica della linea telefonica, ora noto come ID chiamante.
Nel 1974, il su citato ingegnere ha ottenuto un brevetto statunitense per questa tecnologia. Nel 1977, ha lanciato Metretek, Inc., che ha sviluppato e prodotto i primi contatori intelligenti. Visto che questo sistema è stato sviluppato prima di Internet, Metretek ha utilizzato il mini-computer IBM serie 1. Per questo approccio, Metretek ha ottenuto numerosi brevetti.

## Scopo
Dall'inizio della deregolamentazione dell'elettricità e dei prezzi guidati dal mercato in tutto il mondo, i servizi pubblici hanno cercato un modo per abbinare i consumi alla generazione. I contatori elettrici e del gas non intelligenti misurano solo il consumo totale, senza fornire informazioni su quando è stata consumata l'energia. I contatori intelligenti forniscono un modo per misurare queste informazioni sito-specifiche, consentendo alle società di servizi di addebitare prezzi diversi per il consumo in base all'ora del giorno e alla stagione.
Le società di servizi pubblici affermano che la misurazione intelligente offre potenziali vantaggi ai proprietari di case. Questi includono, a) la fine delle bollette stimate, che sono una delle principali fonti di reclami per molti clienti b) uno strumento per aiutare i consumatori a gestire meglio i loro acquisti di energia, affermando che i contatori intelligenti con un display fuori dalle loro case potrebbero fornire informazioni sempre aggiornate sul consumo di gas ed elettricità e, in tal modo, possono aiutare le persone a gestire il loro consumo di energia e ridurre le loro bollette energetiche. I prezzi dell'elettricità di solito raggiungono picchi in determinati periodi prevedibili della giornata e della stagione. In particolare, se la produzione di corrente è limitata, i prezzi possono aumentare se l'energia proviene da altre giurisdizioni se si rende necessario ricorrere ad altre fonti più costose per portarne altra in linea. I sostenitori affermano che la fatturazione dei clienti a un tasso più elevato per le ore di punta incoraggia i consumatori ad adeguare le loro abitudini di consumo per essere più sensibili ai prezzi di mercato e asseriscono inoltre che le agenzie di regolamentazione e di progettazione del mercato sperano che questi " segnali di prezzo " possano ritardare la costruzione di ulteriori generazioni o almeno l'acquisto di energia da fonti più costose, controllando così il costante e rapido aumento dei prezzi dell'elettricità. Vi sono tuttavia alcune preoccupazioni in merito al fatto che i consumatori a basso reddito e vulnerabili potrebbero non beneficiare delle tariffe infragiornaliere relative al tempo di utilizzo.
Uno studio accademico basato su prove esistenti ha dimostrato che il consumo di elettricità dei proprietari di case è ridotto in media di circa il 3-5%.
La possibilità di connettere / disconnettere il servizio e leggere da remoto il consumo del contatore rappresenta un notevole risparmio di manodopera per l'utilità e può causare grandi licenziamenti degli addetti alla lettura dei contatori.

### Critiche
Citizens Advice ha dichiarato nell'agosto 2018 che l'80% delle persone con un contatore intelligente ne era, ma nel 2017 ha avuto 1.000 chiamate per problemi, tra cui contatori intelligenti di prima generazione che hanno perso la loro funzionalità, pratiche di vendita aggressive, oppure che dovevano ancora inviare letture dei contatori "smart".
Ross Anderson della Foundation for Information Policy Research ha criticato il programma del Regno Unito in quanto: è improbabile che riduca il consumo di energia, è affrettato e costoso, e non promuove la concorrenza nel settore dell'attività di misurazione. Anderson scrive: "l'architettura proposta assicura il costante dominio della misurazione da parte degli operatori del settore energetico i cui interessi finanziari sono nella vendita di più energia piuttosto che di meno", e ha esortato i ministri "a sopprimere il progetto e a promuovere invece la concorrenza nella misurazione dell'energia domestica, come fanno i tedeschi - e come il Regno Unito ha già nella misurazione industriale. Ogni consumatore dovrebbe avere il diritto di nominare l'operatore del contatore di sua scelta".
In una presentazione del 2011 al comitato dei conti pubblici, Anderson ha scritto che Ofgem "stava facendo tutti gli errori classici che sono noti da anni come cause di fallimenti dei progetti IT del settore pubblico" e che la "parte più critica del progetto: come gli smart-meters parleranno con gli elettrodomestici e le appliances domestiche in modo da facilitare la risposta alla domanda - viene sostanzialmente ignorata".
L'alto numero di misuratori SMETS1 installati è stato criticato da Peter Earl, responsabile dell'energia nel sito Web di comparazione dei prezzi comparethemarket.com. Ha detto: "Il governo si aspettava che ci fosse solo un piccolo numero di contatori intelligenti di prima generazione prima dell'arrivo di Smets II, ma la realtà è che ora ci sono almeno cinque milioni e forse fino a 10 milioni di contatori Smets I"
I contatori intelligenti del Regno Unito utilizzano la rete di telefonia mobile per comunicare, quindi non funzionano correttamente quando la copertura del telefono è debole. È stata proposta una soluzione, ma a marzo 2017 non era ancora operativa.
Nel marzo 2018 il National Audit Office (NAO), che sorveglia la spesa pubblica, ha avviato un'indagine sul programma di contatori intelligenti, che all'epoca era costato £ 11 miliardi, pagati dagli utenti dell'elettricità attraverso bollette più elevate. Il National Audit Office ha pubblicato i risultati della sua indagine in un rapporto intitolato "Lancio di contatori intelligenti" pubblicato a novembre 2018. Il rapporto, tra le altre scoperte, indicava che il numero di contatori intelligenti installati nel Regno Unito sarebbe fisicamente inferiore a quello nelle ambizioni originali del Dipartimento per le imprese, l'energia e la strategia industriale (BEIS) di tutti i consumatori del Regno Unito con un contatore intelligente installato entro il 2020.
Ross Anderson e Alex Henney hanno scritto che "Ed Miliband ha cucinato i libri" per far sembrare economicamente sostenibile il caso dei contatori intelligenti. Dicono che le prime tre analisi costi-benefici dei contatori intelligenti residenziali hanno scoperto che costerebbe più di quanto si risparmierebbe, ma "i ministri hanno continuato a provare fino a quando non hanno ottenuto un risultato positivo. Per raggiungere la "redditività", il governo precedente ha stirato gli assunti senza vergognarsi".
Un economista di Ofgem addetto alla supervisione dell'implementazione del programma di contatori intelligenti che ha sollevato preoccupazioni con il suo manager è stato minacciato di reclusione ai sensi di una legge intesa a proteggere la sicurezza nazionale. L'Employment Appeal Tribunal ha riscontrato che la legge era in contrasto con la Convenzione europea dei diritti dell'uomo.

## Tecnologia

### Connettività
La comunicazione è un requisito tecnologico fondamentale per i contatori intelligenti. Ogni contatore deve essere in grado di comunicare in modo affidabile e sicuro le informazioni raccolte verso una posizione centrale. Considerando i vari ambienti e posizioni in cui si trovano i contatori, il problema può essere scoraggiante. Tra le soluzioni proposte ci sono: l'uso di reti cellulari e cercapersone, satellite, radio autorizzata, combinazione radio autorizzata e senza licenza e comunicazione su linea elettrica. Non è fondamentale solo il mezzo utilizzato a fini della comunicazione, ma anche il tipo di rete utilizzata. Ad esempio, si potrebbe trovare: wireless fisso, rete mesh wireless e reti wireless ad hoc, o una combinazione dei due. Esistono diverse altre possibili configurazioni di rete, incluso l'uso del Wi-Fi e di altre reti relative a Internet. Ad oggi nessuna soluzione sembra essere ottimale per tutte le applicazioni. Le utility rurali hanno problemi di comunicazione molto diversi dalle utility urbane o utility situate in luoghi difficili come regioni montuose o aree mal servite da società wireless e internet.
Oltre alla comunicazione con la rete head-end, potrebbe essere necessario che i contatori intelligenti facciano parte di una rete domestica, che può includere un display locale e un hub per interfacciare uno o più misuratori con la head-end. Le tecnologie per questa rete variano da paese a paese, ma includono la comunicazione su linea elettrica, la rete wireless ad hoc e ZigBee.

### Protocolli
ANSI C12.18 è uno standard ANSI che descrive un protocollo utilizzato per le comunicazioni bidirezionali ad un contatore, utilizzato principalmente nei mercati nordamericani. Lo standard C12.18 è scritto specificamente per le comunicazioni del misuratore tramite una porta ottica di tipo 2 ANSI e specifica i dettagli del protocollo di livello inferiore. ANSI C12.19 specifica le tabelle di dati utilizzate. ANSI C12.21 è un'estensione di C12.18 scritta per modem anziché per comunicazioni ottiche, quindi è più adatta alla lettura automatica dei contatori.
IEC 61107 è un protocollo di comunicazione per contatori intelligenti pubblicato dalla IEC che è ampiamente usato per contatori di utilità nell'Unione Europea. È sostituito da IEC 62056, ma rimane ampiamente utilizzato perché è semplice e ben accettato. Invia dati ASCII utilizzando una porta seriale. I media fisici sono o luce modulata, inviati con un LED e ricevuti con un fotodiodo o una coppia di fili, normalmente modulati da EIA-485. Il protocollo è half-duplex. La norma IEC 61107 è correlata e talvolta erroneamente confusa con il protocollo FLAG. Ferranti e Landis + Gyr furono i primi sostenitori di uno standard di interfaccia che alla fine divenne un sottoinsieme di IEC1107.
Il protocollo Open Smart Grid Protocol (OSGP) è una famiglia di specifiche pubblicate dall'Istituto europeo per gli standard di telecomunicazione (ETSI) utilizzato in congiunzione con lo standard di rete di controllo ISO / IEC 14908 per applicazioni di misurazione intelligente e smart grid. Milioni di contatori intelligenti basati su OSGP sono distribuiti in tutto il mondo. Il 15 luglio 2015, OSGP Alliance ha annunciato il rilascio di un nuovo protocollo di sicurezza (OSGP-AES-128-PSK) e la sua disponibilità da parte dei venditori OSGP. Ciò ha deprecato il protocollo di sicurezza originale OSGP-RC4-PSK che era stato identificato come vulnerabile.
Vi è una tendenza crescente verso l'uso della tecnologia TCP / IP come piattaforma di comunicazione comune per le applicazioni Smart Meter, in modo che le utility possano implementare più sistemi di comunicazione, utilizzando la tecnologia IP come piattaforma di gestione comune. Un'interfaccia di misurazione universale consentirebbe lo sviluppo e la produzione in serie di contatori intelligenti e dispositivi di rete intelligenti prima che vengano stabiliti gli standard di comunicazione e quindi che i relativi moduli di comunicazione possano essere facilmente aggiunti o scambiati quando sono. Ciò ridurrebbe il rischio di investire in uno standard errato e consentirebbe di utilizzare un singolo prodotto a livello globale anche se gli standard di comunicazione regionali variano.
Alcuni contatori intelligenti possono utilizzare un LED IR di prova per trasmettere dati di utilizzo non crittografati che aggirano la sicurezza del misuratore trasmettendo dati di livello inferiore in tempo reale.

### Gestione dati
L'altra tecnologia fondamentale per i sistemi di misurazione intelligenti è la tecnologia informatica presso l'utilità che integra le reti di Smart Meter con le applicazioni di utilità, come fatturazione e CIS. Ciò include il sistema di gestione dei dati del contatore.
È inoltre importante per le implementazioni della rete intelligente che le tecnologie di comunicazione su linea elettrica (PLC) utilizzate all'interno della casa su una rete locale (HAN) siano standardizzate e compatibili. L'HAN consente ai sistemi HVAC e ad altri elettrodomestici di comunicare con il contatore intelligente e da lì all'utilità. Attualmente esistono diversi standard a banda larga o stretta, o in fase di sviluppo, che non sono ancora compatibili. Per affrontare questo problema, il National Institute for Standards and Technology (NIST) ha istituito il gruppo PAP15, che studia e raccomanda meccanismi di coesistenza con particolare attenzione all'armonizzazione degli standard PLC per l'HAN. L'obiettivo del gruppo è garantire che tutte le tecnologie PLC selezionate per l'HAN coesistano come minimo. Le due principali tecnologie PLC a banda larga selezionate sono le tecnologie HomePlug AV / IEEE 1901 e ITU-T G.hn. I gruppi di lavoro tecnici all'interno di queste organizzazioni stanno lavorando per sviluppare adeguati meccanismi di coesistenza. HomePlug Powerline Alliance ha sviluppato un nuovo standard per le comunicazioni HAN con smart grid chiamato specifica PHP HomePlug Green. È interoperabile e coesistente con la tecnologia HomePlug AV ampiamente diffusa e con il nuovo standard globale IEEE 1901 e si basa sulla tecnologia OFDM a banda larga. ITU-T ha commissionato nel 2010 un nuovo progetto chiamato G.hnem, per affrontare gli aspetti delle reti domestiche della gestione energetica, basato sulle tecnologie OFDM a banda stretta esistenti a bassa frequenza.
Il PowerMeter di Google.org, fino alla sua scomparsa nel 2011, stato in grado di utilizzare un contatore intelligente per monitorare l'utilizzo dell'elettricità, come l'Enge Engage di eMeter come, ad esempio, nel programma di risposta alla domanda di PowerCentsDC (TM).

## Advanced metering infrastructure
Con infrastruttura di misurazione avanzata o Advanced Metering Infrastructure (AMI) ci si riferisce a sistemi che misurano, raccolgono e analizzano il consumo di energia e comunicano con dispositivi di misurazione come contatori di elettricità, contatori di gas, contatori relativi al calore e contatori d'acqua, su richiesta o a scadenza programmata. Questi sistemi includono hardware, software, comunicazioni, display e controller per l'energia a disposizione dei consumatori, sistemi associati ai clienti, software di gestione dei dati dei contatori e sistemi aziendali dei fornitori.
Le agenzie governative e le società di servizi pubblici si stanno orientando verso sistemi di infrastruttura di misurazione avanzata (AMI) nell'ambito di iniziative di "smart grid" più ampie. AMI estende la tecnologia di lettura automatica dei contatori (AMR) fornendo comunicazioni bidirezionali dei contatori, consentendo l'invio di comandi verso casa per molteplici scopi, tra cui informazioni sui prezzi basate sul tempo, azioni di risposta alla domanda o disconnessioni di servizi remoti. Le tecnologie wireless sono elementi critici della rete di vicinato, aggregando una configurazione mesh fino a migliaia di metri per il back back alla sede IT dell'utilità.
La rete tra i dispositivi di misurazione e i sistemi aziendali consente la raccolta e la distribuzione di informazioni a clienti, fornitori, società di servizi e fornitori di servizi. Ciò consente a queste aziende di partecipare ai servizi di risposta alla domanda. I consumatori possono utilizzare le informazioni fornite dal sistema per modificare i loro normali schemi di consumo per trarre vantaggio da prezzi più bassi. I prezzi possono essere utilizzati per frenare la crescita del consumo di picco della domanda. L'AMI differisce dalla tradizionale lettura automatica dei contatori (AMR) in quanto consente comunicazioni bidirezionali con il contatore. I sistemi in grado di leggere solo i contatori non si qualificano come sistemi AMI.

## Opposizione e preoccupazioni
Alcuni gruppi hanno espresso preoccupazione per quanto riguarda i costi, la salute, il rischio di incendio, effetti di sicurezza e privacy dei contatori intelligenti e del " kill switch " controllabile a distanza incluso nella maggior parte di essi. Molte di queste preoccupazioni riguardano contatori intelligenti solo wireless senza monitoraggio o controllo dell'energia domestica o funzioni di sicurezza. Le soluzioni di sola misurazione, sebbene apprezzate dalle utility perché si adattano ai modelli di business esistenti e hanno costi di capitale iniziali a buon mercato, spesso danno luogo a tali "contraccolpi". Spesso l'intera rete intelligente e il concetto di smart building sono screditati in parte dalla confusione sulla differenza tra il controllo domestico e la tecnologia della rete domestica e AMI. I procuratori sia dell'Illinois che del Connecticut hanno dichiarato di non ritenere che i contatori intelligenti offrano alcun vantaggio finanziario ai consumatori, tuttavia i costi di installazione del nuovo sistema sono assorbiti da tali clienti.

### Sicurezza
I contatori intelligenti espongono l'alimentazione agli attacchi informatici che potrebbero causare interruzioni di corrente, sia tagliando l'elettricità delle persone sia sovraccaricando la rete. Tuttavia, molti esperti di sicurezza informatica affermano che i contatori intelligenti del Regno Unito e della Germania hanno una sicurezza informatica relativamente elevata e che qualsiasi attacco di questo tipo richiederebbe quindi sforzi o risorse finanziarie straordinariamente elevati.
L'implementazione di protocolli di sicurezza che proteggono questi dispositivi da attacchi dannosi è stata problematica, a causa delle loro risorse computazionali limitate e della lunga vita operativa.
L'attuale versione di IEC 62056 include la possibilità di crittografare, autenticare o firmare i dati del misuratore.
Uno dei metodi proposti per la verifica dei dati dei contatori intelligenti prevede l'analisi del traffico di rete in tempo reale per rilevare anomalie utilizzando un sistema di rilevamento delle intrusioni (IDS) Identificando gli exploit mentre vengono sfruttati dagli aggressori, un IDS mitiga i rischi dei fornitori di furto di energia da parte dei consumatori e attacchi denial-of-service da parte di hacker. Le utility energetiche devono scegliere tra IDS centralizzati, ID incorporati o ID dedicati a seconda delle esigenze individuali dell'utilità. I ricercatori hanno scoperto che per una tipica infrastruttura di misurazione avanzata, l'architettura IDS centralizzata è superiore in termini di efficienza dei costi e guadagni di sicurezza.
Nel Regno Unito, la Data Communication Company, che trasporta i comandi dal fornitore al contatore intelligente, esegue un ulteriore controllo di anomalia sui comandi emessi (e firmati) dal fornitore di energia.
Poiché i dispositivi Smart Meter sono dispositivi di misurazione intelligenti che registrano periodicamente i valori misurati e inviano i dati crittografati al fornitore di servizi, pertanto in Svizzera questi dispositivi devono essere valutati da un laboratorio di valutazione e devono essere certificati dal METAS dall'01.01.2020 secondo a Prüfmethodologie (Metodologia di prova per l'esecuzione della valutazione della sicurezza dei dati dei componenti svizzeri di misurazione intelligente).
Secondo un rapporto di Brian Krebs, nel 2009 un fornitore di energia elettrica del Porto Rico ha chiesto all'FBI di indagare sui furti di elettricità su larga scala relativi ai suoi contatori intelligenti. L'FBI ha scoperto che gli ex dipendenti della compagnia elettrica e della società che produceva i contatori venivano pagati dai consumatori per riprogrammare i dispositivi per mostrare risultati errati, oltre a insegnare alle persone come farlo da soli.

### Salute e sicurezza
La maggior parte dei problemi di salute relativi ai misuratori deriva dalla radiazione pulsata a radiofrequenza (RF) emessa dai contatori intelligenti wireless.
I membri della California State Assembly hanno chiesto al California Council on Science and Technology (CCST) di studiare la questione dei potenziali impatti sulla salute dei contatori intelligenti, in particolare se gli attuali standard FCC sono protettivi per la salute pubblica. Il rapporto CCST dell'aprile 2011 non ha riscontrato alcun impatto sulla salute, basato sia sulla mancanza di prove scientifiche di effetti dannosi dalle onde a radiofrequenza (RF) sia che l'esposizione a RF delle persone nelle loro case verso contatori intelligenti sia probabilmente minuscola rispetto all'esposizione a RF per telefoni cellulari e forni a microonde. Daniel Hirsch, direttore in pensione del Programma di politica ambientale e nucleare dell'UC Santa Cruz, ha criticato il rapporto CCST sulla base del fatto che non ha preso in considerazione studi che suggeriscono il potenziale di effetti non termici sulla salute come i tumori latenti dovuti all'esposizione a RF. Hirsch ha anche affermato che il rapporto CCST non è riuscito a correggere gli errori nel suo confronto con telefoni cellulari e forni a microonde e che, quando questi errori vengono corretti, i contatori intelligenti "possono produrre esposizioni cumulative a tutto il corpo molto più elevate di quelle dei telefoni cellulari o dei forni a microonde".
Sono stati segnalati anche problemi relativi ai contatori intelligenti che causano incendi, in particolare coinvolgendo il produttore Sensus. Nel 2012. La PECO Energy Company ha sostituito i contatori Sensus che aveva schierato nella regione di Filadelfia dopo che un certo numero di unità si era surriscaldato e aveva provocato incendi. Nel luglio 2014, SaskPower, la società di servizi pubblici della provincia canadese del Saskatchewan, ha interrotto il suo lancio di sensori Sensus dopo la scoperta di incidenti simili e isolati. Poco dopo, Portland General Electric ha annunciato che avrebbe sostituito 70.000 contatori intelligenti che erano stati schierati nello stato dell'Oregon dopo rapporti simili. La società ha osservato che era a conoscenza dei problemi almeno dal 2013 e che erano limitati a determinati modelli installati tra il 2010 e il 2012. Il 30 luglio 2014, dopo un totale di otto recenti incendi che hanno interessato i contatori, SaskPower è stato incaricato dal governo del Saskatchewan di terminare immediatamente il suo programma di contatori intelligenti e rimuovere i 105.000 contatori intelligenti che aveva installato.

### Preoccupazioni relative alla privacy
Un motivo tecnico per motivi di privacy è che questi contatori inviano informazioni dettagliate sulla quantità di elettricità utilizzata ogni volta. Rapporti più frequenti forniscono informazioni più dettagliate. Rapporti poco frequenti possono essere di scarso beneficio per il fornitore, in quanto non consentono una buona gestione della domanda in risposta alle mutevoli esigenze di elettricità. D'altra parte, rapporti molto frequenti consentirebbero alla società di servizi di dedurre schemi comportamentali per gli occupanti di una casa, come quando i membri della famiglia sono probabilmente addormentati o assenti. Le tendenze attuali sono di aumentare la frequenza dei rapporti. Una soluzione a vantaggio della privacy sia del provider che dell'utente sarebbe quella di adattare l'intervallo in modo dinamico. Un'altra soluzione prevede un accumulo di energia installato nell'abitazione utilizzato per rimodellare il profilo di consumo energetico. Nella Columbia Britannica l'utilità elettrica è di proprietà del governo e come tale deve rispettare le leggi sulla privacy che impediscono la vendita di dati raccolti da contatori intelligenti; molte parti del mondo sono gestite da società private in grado di vendere i propri dati. In Australia, gli esattori possono utilizzare i dati per sapere quando le persone sono a casa. Utilizzate come prove in un caso giudiziario ad Austin, in Texas, le agenzie di polizia hanno segretamente raccolto dati sull'utilizzo del contatore intelligente da migliaia di residenze per determinare quale utilizzasse più energia del "tipico" per identificare le operazioni di coltivazione della marijuana.
I modelli di utilizzo dei dati di potenza dei contatori intelligenti possono rivelare molto più di quanta energia viene utilizzata. La ricerca ha dimostrato che i livelli di potenza di campionamento dei contatori intelligenti a intervalli di due secondi possono identificare in modo affidabile quando vengono utilizzati diversi dispositivi elettrici.
Ross Anderson ha scritto su problemi di privacy. Scrive "Non è necessario per il mio contatore dire alla compagnia elettrica, figuriamoci al governo, quanto ho usato in ogni mezz'ora il mese scorso"; che i contatori possono fornire "informazioni mirate ai ladri"; che una storia dettagliata sull'uso dell'energia può aiutare le compagnie energetiche a vendere contratti di sfruttamento agli utenti; e che potrebbe esserci "una tentazione per i responsabili politici di utilizzare i dati di misurazione intelligente per indirizzare eventuali interruzioni di corrente necessarie".

### Opzioni di rinuncia (opt-out)
Recensioni di programmi di misurazione intelligente, moratorie, ritardi e programmi di "opt-out" sono alcune risposte alle preoccupazioni dei clienti e dei funzionari governativi. In risposta ai residenti che non volevano un contatore intelligente, nel giugno 2012 un'utility delle Hawaii ha cambiato il proprio programma di contatore intelligente per "annullare". L'utilità ha affermato che una volta che il progetto di installazione della rete intelligente è in fase di completamento, KIUC può convertire la politica di differimento in una politica o programma di opt-out e potrebbe addebitare una commissione a tali membri per coprire i costi di manutenzione dei contatori tradizionali. Qualsiasi commissione richiederebbe l'approvazione della Commissione per i servizi pubblici delle Hawaii.
Dopo aver ricevuto numerosi reclami in merito a problemi di salute, hacking e privacy con i dispositivi digitali wireless, la Public Utility Commission dello stato statunitense del Maine ha votato per consentire ai clienti di rinunciare alla modifica del contatore al costo di $ 12 al mese. Nel Connecticut, un altro stato degli Stati Uniti che considera la misurazione intelligente, i regolatori hanno rifiutato una richiesta da parte della più grande utility dello stato, Connecticut Light Power, di installare 1,2 milioni di dispositivi, sostenendo che i potenziali risparmi nelle bollette elettriche non giustificano il costo. CL&P offre già tariffe basate sul tempo ai suoi clienti. Il procuratore generale dello stato George Jepsen ha dichiarato che la proposta avrebbe spinto i clienti a spendere oltre 500 milioni di dollari in contatori e ottenere in cambio pochi benefici, un'affermazione che il Connecticut Light & Power ha contestato.

### Mancanza di risparmi nei risultati
Vi sono dubbi sul fatto che l'elettricità sia o debba essere principalmente un servizio "quando ne hai bisogno" in cui l'inconveniente / rapporto costi-benefici del trasferimento dei carichi nel tempo è mediocre. Nella zona di Chicago, il Commonwealth Edison ha eseguito un test per installare contatori intelligenti su 8.000 famiglie selezionate casualmente insieme a tassi variabili e sconti per incoraggiare il taglio durante il picco di utilizzo. Nell'articolo di Crain's Chicago Business "Il test della rete intelligente è deludente. In fase pilota, pochi si sono spenti per risparmiare denaro. ", È stato riferito che meno del 9% ha mostrato qualsiasi riduzione del picco di utilizzo e che l'importo complessivo della riduzione era" statisticamente insignificante ". Questo proveniva da un rapporto dell'Electric Power Research Institute, un gruppo di esperti del settore delle utility che ha condotto lo studio e preparato il rapporto. Susan Satter, vice procuratore generale dell'Illinois per i servizi pubblici, ha dichiarato: "È devastante per il loro piano. Il rapporto mostra zero risultati statisticamente diversi rispetto al normale business."
Nel 2016, i 7 milioni di contatori intelligenti in Texas non avevano convinto molte persone a controllare effettivamente i propri dati energetici in quanto il processo era troppo difficile.
Un rapporto di un gruppo parlamentare nel Regno Unito suggerisce che le persone che hanno installato contatori intelligenti dovrebbero risparmiare una media di £ 11 all'anno sulle loro bollette energetiche, molto meno di quanto inizialmente sperato.

### Richiesta irregolare
I contatori intelligenti possono consentire prezzi in tempo reale, e in teoria questo potrebbe aiutare a regolare il consumo di energia mentre i consumatori adeguano la loro domanda in risposta alle variazioni dei prezzi. Tuttavia, la modellistica dei ricercatori dell'Università di Brema suggerisce che in determinate circostanze "le fluttuazioni della domanda di energia non vengono smorzate ma amplificate".

### Nei media
Nel 2013, Take Back Your Power, è stato rilasciato un documentario canadese indipendente diretto da Josh del Sol che descrive "l'elettricità sporca" e i problemi di cui sopra con i contatori intelligenti. Il film esplora i vari contesti delle preoccupazioni sanitarie, legali ed economiche e presenta la narrazione del sindaco di Peterborough, Ontario, Daryl Bennett, nonché del ricercatore americano De-Kun Li, del giornalista Blake Levitt, e del Dr. Sam Milham. Ha vinto un Leo Award per il miglior lungometraggio documentario e il premio umanitario annuale dall'Indie Fest l'anno successivo.